# 短頭環宇海龍
短頭環宇海龍（学名：Cosmocampus brachycephalus），为輻鰭魚綱棘背魚目海龍魚科的其中一種，分布於西大西洋區，包括美國佛羅里達州、墨西哥、加勒比海、委內瑞拉等海域，體長可達10公分，棲息在珊瑚礁區，卵胎生。